# 国际橄榄球联盟
国际橄榄球联盟是聯盟式橄欖球賽事的管理机构。世界盃聯盟式橄欖球賽就由其負責舉辦。国际橄榄球联盟总部位于英国伦敦。該機構成立於1927年。